# Deir ez-Zor (nahija)
Nahija Deir ez-Zor je nahija u okrugu Deir ez-Zor, u sirijskoj pokrajini Deir ez-Zor. Po popisu iz 2004. (prije rata), nahija je imala 239.196 stanovnika. Administrativno sjedište je u naselju Deir ez-Zor.